# Хотел Босна
Хотел „Босна” био је један од малобројних хотела са кафаном у Савамали једној од најстаријих четврти Београда, који је своју угоститељску делатност обављао у другој половини 19. и у првој деценији 20. века, све док у склопу урбанистичке реорганизације Савамале, није срушен.
Хотел ће остати запамћен по окупљању богатијих трговца, већином из Босне, који су реком Савом спуштали своје товаре до Београда, и по томе што је у њему основана и радила Прва београдска берза.

## Назив хотела и пројектант
Хотел „Босна” је овај назив добио по завичају амбициозних велетрговаца пореклом углавном из Босне, најчешћих гостију хотела, али и по пореклу самог власника Ристе Параноса, родом из Брчка.
Аутор пројекта и извођач радова овог здања је непознат, али је познато то, да је 1875. године на хотелу прва значајна измена у склопу реконструкција и доградња здања, извршена по пројекту будимпештанског ђака, архитекте Александара Бугарског

## Положај
Хотел „Босна” се налазио у Савамали градском насељу Београда, које се данас простире на подручју градских општина Савски Венац и Стари Град, на углу данашње Травничке и Карађорђеве улице, наспрам тадашњег великог Ковачевог хана, у близини Мале пијаце, једне од две једине београдске пијаце у 19. веку, јужно од Калемегданске тврђаве и речне луке на десној обали Сава.

## Историјат простора на коме је изграђен хотел
Историја Савамале, тесно је повезана са историјом Савског венца, чији развој је кренуо с почетка 18. века, у време када је Аустроугарска освојила Београд и покренула пресељавање хришћанског становништва из утврђене вароши на део уз десну обалу реке Саве, где је постојало Савско (или српско) село, за разлику од швапског које је било уз дунавску обалу, и које је убрзо након последњег повратка Турака заменило турско село.
Урбанизовање Савамале (Сава махале) започето је с почетка 19. века, у време кад је на том простору било српско село са стотинак кућерака распрострањених на делу од Варош капије, која је била негде код Поп Лукине улице, преко у то време делимично мочварног терена, који данас омеђавају улице Карађорђева, Савска, Гаврила Принципа, Сарајевска и Краљице Наталије. 
Још из турског периода је речно пристаниште у Београду било на десној обали Дунава, у климатски неповољној зони града, где је кошава повремено дувала свом снагом, и снажним ударима ветрова отежавала одржавање и истовар и утовар бродова. Тај проблем је доласком на власт увидео Кнез Милош Обреновић и предложио да се пристаниште премести на леву савску обалу заштићену гребеном и много питомијом за пристаниште.
Да би се крај уз Саву брже развијао Милош је издао наредбу – да они који желе да се на савској обали баве трговином морају поред ње и да се настане. Абаџијску чаршију планирао је у данашњој Улици краљице Наталије. Свим тадашњим станарима тог дела Савамале понудио је да уместо кућерака у којима су до тада живели подигну пристојније куће и радње и да за то бесплатно посеку свако дрво из шума око Београда. Како то нико није учинио наредио је да се овај крај расели у Палилулу, што је и урађено за један дан. На празном простору у новопросеченој чаршији о државном трошку је подигнуто 46 дућана, који су бесплатно понуђени трговцима, али ни то није ишло лако. Абаџије су се правдале да је то „јако удаљено од пазара“ и тек кад је кнез припретио да ће им затворити дућане у Вароши и оставити их да гладују, невољно су пристали, о чему довољно говори и податак да је 17 од тих дућана још дуго зврјало празно. Тако је ту настала Абаџијска чаршија и истоимена улица у коју су постепено стизали њени будући станари.
Тако је стварајући Савамалу Књаз Милош постао и први београдски урбаниста, који је у Савамали покушао да изгради нови српски Београд, са својим управним центром и другим значајним објектима, у ком је Абаџијска чаршија требало да буде привредни центар. У склопу тих урбанистичких промена на углу данашњих улица Балканске и Адмирала Гепрата (Пиварски сокак) изграђена је и прва Велика пивара, са кафаном и великом салом у којој су игране прве позоришне представе али и одржавана заседања скупштине, па и чувена Светоандрејска скупштина 1858. године. У другој половини 19. века у овом делу Савамале ничу и прве приватне зграде од којих неке и данас постоје, попут оне у Пиварској улици (Гаврила Принципа) број 15.
Савамалска чаршија је дуго онима успешнијима служила за почетак, а како би се ко од њих обогатио селио би се у неки од отменијих крајева, док би на његово место долазио други који би ту започињао свој београдски живот. Све је до било тако до до одлуке Луке Ћеловића — Требињца који је, обогативши се у Савамали, одлучио да се не сели у центар него да центар града доведе у Савамалу. Значај Луке Ћеловића, који је од шегрта и калфе у овом насељу, вредно радећи и штедећи, визионарски куповао слободне плацеве, а потом иницирао или сам финансирао градњу у то време велелепних објеката у делу око Карађорђеве улице, огледа се у његовој визији да Савамала постане најелитнији и најлепши центар града — београдски „Сити“.
Луки Ћеловићу се убрзо придружују и други успешни трговци и занатлије међу којима је били и власници новоизграђеног хотела „Босна” ортаци Риста Паранос, и његови шураци Јово и Никола Крсмановић. Риста Паранос је поред хотела „Босна ” који је изградио 1865. године, откупио и постојећи велики, даскама покривен, и јако неугледан, Ковачев или Ковачевићев хан, саграђен 1834. године, који се налазио на месту данашњег хотела „Бристол”, и 1967. године на њему извршио доградњу и реновирање његове кафане.
У то време креће и трамвајска пруга која је Железничку станицу спојила са Западним Врачаром и Славијом, а 1895. године у савамалском Хотелу „Босна“ (кога ту више нема) отворена је и одмах почела да ради београдска берза, чиме је савска чаршија постала најважнији чинилац у трговинском свету ондашње Србије.
Значајне промене у Савамалу стижу крајем 19. века с доласком железнице, када је 1884. године с првом пругом изграђена Железничка станица, а недалеко од ње и први железнички мост на Сави. За потребе железничког комплекса претходно је насута Бара Венеција и комплетно исушен овај до тада мочварни простор, када се и све околне улице и насеља спуштају ка реци и границе Савамале проширују све до поменутог моста. Долазак железнице иницира и сваки други просперитетни развој младе државе, па се тако крајем века подижу и нове државне зграде, попут Државног савета, односно Народне скупштине која је била на углу данашњих улица Кнеза Милоша и Краљице Наталије.
Изградња „Београда на води”, која је започета у 21. веку, је стартовала од овог дела града реновирањем фасада и уређењем малог трга оивиченог зградама из периода почетка 20. века (Зграда Београдске задруге, Хотел Бристол), али је плац на коме се налазио Хотел Босна остао неизграђен, зелена површина испред клуба Миксер хаус.

## Историјат хотела
Како је у 19. веку Београд био идеално место за трговце и хотелијере у овом делу Балканског полуострва, не чуди да је средином 19. века Риста Паранос, заједно са шурацима Јовом и Николом Крсмановићем, допутовао из Брчког у Београд, у жељи да у њему и његовој околини прошири посао и стекну још веће богатство и иметак. 
Тако су ортачки Паранос и Крсмановић били међу првима који су, 1858. године, покренули узгој и трговину суве шљиве у шабачком, подринском и ваљевском крају, прво за сопствене потребе, а доцније и за извоз. Може се рећи да им је посао ишао врло добро, пошто крајем исте године из Тузле прелазе у Београд, где купују магазе на месту данашње Железничке станице и Савског шеталишта ка пристаништу.
Проценивши да је Савамала идеална четврт за изградњу коначишта у коме се може остварити пристојна зарада, Паранос је градњу хотела започео куповином плаца на углу данашње Травничке и Карађорђеве улице, наспрам тадашњег великог Ковачевог хана, у окружењу Мале пијаце, једна од две београдске пијаце у 19. веку и савског пристаништа, на простору који је имао одређени економски значај. Током 1860. године на овом плацу изграђен је нови хотел, у европском стилу и по европским стандардима, који је својим изгледом одскакао од оријенталне савамалске архитектуре која се састојала од приземних кућа, прашњавих сокака и чађавих магаза.

## Изглед
Изграђен на раскрсници две улице, хотел „Босна” је био двоспратно угаоно здање у облику зарубљеног троугла са оријенталном фасадом и кафаном у приземљу. Пвобитно је био једноспратна, а потом након доградње још једног спрата двоспратна грађевина са поткровљем.

Овај двоспратни хотел са кафаном, важио је за чист и уредан, што је утицало на окупљање богатијих трговаца, већином из Босне, који су Савом спуштали своје товаре до Београда. 
Хроничар тог времена, Димитрије C. Ђорђевић, записао је да је у приземљу била и добра кафана у којој су с вечери наступале Мала Мара и Гарава Јулка, певачица која је била и прва београдска глумица у Театру на Ђумруку.

## Хотел „Босна” прво седиште Београдске берзе
Хотел „Босна” је стицајем околности био седиште Прве београдске берзе, настала највероватније из жеље сталних гостију хотела, амбициозних велетрговаца пореклом углавном из Босне, који су желели да од Савамале уз пристаниште створе и урбану целину. На отварање берзе утицала је и чињеница да ови велетрговци, на берзи поред осталог куповали и земљишта за пословни простор – магазе и трговине, и у Савамали градили и своје домове велелепна задања у стилу академизма чији су власници били браћа Крсмановић, Лука Ћеловић, Константин Антула, Ђорђе Вучо и неизоставни Риста Паранос.

## Престанак рада и рушење хотела
Бројне урбанистичке измене у Савамали, попут просецање Карађорђеве ка Железничкој станици означиле су крај Параносовог хана, а изградња здања Београдске задруге и крај Малог пијаца и Хотела "Босна". 
Тако су ови угоститељски објекти, постали жртва  градње импозантне грађевине, и животне амбиције Луке Ћеловића, који је у Београд стигао као шегрт Крсмановића и Параноса, бежећи од освете у Херцеговини и који је за живота постао један од најбогатијих Срба, али један од највећих добротвора... Здања Београдске задруге..завршена је 1907. године и заувек је изменила изглед Савамале. Како не би заклањао поглед на овај симбол успеха, Луке Ћеловића је 1908. године је откупио и срушио Хотел "Босна". Паранос је добио доста пара за хотел, тако да много није жалио за продатим имањем. На месту некадашњег Хотела  „Босна" данас се налази парк и зграда у којој су деценијама били смештени магацини разних предузећа. Једно време овде се налазила и бензинска пумпа.